# 木津無庵
木津 無庵（きづ むあん、慶応3年2月18日（1867年3月23日） - 昭和18年（1943年）9月12日）は、大正・昭和期の真宗大谷派の僧侶。『新訳仏教聖典』の翻訳者。本名は祐精。

## 略歴
- 1867年、越前国坂井郡三国（現福井県坂井市三国町）の智敬寺に次男として生まれる。
- 1886年、福井小教校で住職資格を受験
- 1896年、開導学館の教師となる
- 1898年、円頓学舎（真宗興正派）の教師となる
- 1900年、名古屋教校（現、同朋大学）に転任
- 1912年、誠明学舎を設立する
- 1917年、仏陀会幼稚園（松若幼稚園）を設立する
- 1919年、東京誠明学舎を設立する
- 1920年、山辺習学、赤沼智善らと共に新訳仏教聖典の作成を開始する
- 1921年、仏教協会を設立する
- 1923年、ポケット聖典を刊行する
- 1925年、新訳仏教聖典を刊行する。10月、還俗する
- 1927年、各地の師範学校へ巡回講演する
- 1942年、僧籍に復帰、真宗大谷派の宗務顧問となる
- 1943年9月12日、還浄。贈従六位

## 著作リスト
- 『仏教世界年契』（仏陀会、1910年）
- 『酬恩録』（破塵閣書房、1935年）
- 『金光教・ひとのみち・天理教本部訪問記』（破塵閣書房、1936年）
- 『広釈皇国の神と宗教』（破塵閣書房、1941年）
- 『大東亜聖戦感懐』（破塵閣書房、1944年）

### 編書
- 『全国師範巡講誌』（破塵閣書房、1928年）
- 『遊行録 - 全国師範学校五回講演記念 - 』（破塵閣書房、1938年）
- 『貫珠院遺稿』（破塵閣書房、1933年）
- 『講纂維摩経』（破塵閣書房、1942年）

### 訳書
- 『原人論』（法蔵館、1910年）
- 『新訳仏教聖典』（大法輪閣、1976年）

### 記念集
- 『木津無庵先生報恩録』
- 「木津無庵師追悼号」（『生活と宗教』1943年）
- 「木津無庵師記念号」（『仏教文化』1954年）